# ピトンウィーム・テリア
ピトンウィーム・テリア（英：Pittenweem Terrier）は、イギリスのスコットランド、ファイフシャイア原産のテリア犬種である。スコティッシュ・テリアの白色版犬種でもある。

## 歴史
19世紀に生まれた犬種で、スコティッシュ・テリアから生まれる非常に希少なホワイトの毛色のものを集めて品種化する目的で作られたものである。もともと普通のスコティッシュ・テリアから生まれる色違いの犬の多くはウィートン（小麦色）の毛色のもので、ホワイトの毛色のものはとても数が少なく、集めるのは非常に大変であったといわれている。苦労して集めたホワイトの毛色の犬と遺伝子プール改善のためのウィートンの毛色の犬を少々使ってブリーディングが行われ、改良を重ねる事によりホワイトの毛色のスコティッシュ・テリア、ポルタロック・テリアが完成した。
完成直後にまず作出者は自分専用のテリアとして使い始めた。この当時ホワイトの毛色のテリアは虚弱で勇敢さに欠けるという迷信により多くのハンターから忌まれていたが、ピトンウィームはそれを完全に払拭することができた。畑を荒らす害獣をどこまでも追いかけ、穴の中まで追跡し、そこで害獣と勇敢に戦った。そしてそれを倒して穴から引きずり出す様子は周囲の好感を得る事が出来たのである。この粘り強く勇敢な性格と飼育のしやすさ、珍しさから人気が集まり、作出者に親しい人物もブリーディング・ストック（繁殖用の犬）を譲ってもらって繁殖を開始するようになった。
かつてピトンウィームは同じくスコットランド原産の白色のテリア、ポルタロック・テリア（後のウエスト・ハイランド・ホワイト・テリアの原種）と統括してはどうかという話が持ち上がった事があった。しかし、ポルタロックの作出者がピトンウィームの弱点を的確に指摘され、話は決裂した。しかし、ポルタロックの作出者はピトンウィームの犬質を高めるための対策を伝授し、これによりピトンウィームは更に活力を増して健康な犬種となる事が出来た。
然しながら希少な犬種である事に変わりは無く、第二次世界大戦の戦禍を大きく受けて絶滅してしまった。犬種としては姿を消してしまったが、現在でもその姿を見ることは出来る。今でも非常に稀な確率であるが、白い毛色のスコティッシュ・テリアが生まれることがあり、それを“ピトンウィーム”と呼ぶことがあるからである。ただし、その犬はあくまでスコティッシュ・テリアの毛変わりでしかなく、純血種として固定された本種、「ピトンウィーム・テリア」とは全く別の犬である。

## 特徴
基本的に容姿はスコティッシュ・テリアと似るが、コートの色はホワイト若しくはプラチナ（白金色）である。立ち耳・垂れ尾で筋肉質のボディ。口髭やアイブロー（眉毛）はふさふさしている。コートは硬く長いワイアーコートで、プラッキングという特殊なトリミングを行うことにより、コートはもっと硬くなる。小型犬サイズで、性格は粘り強く勇敢で優しいが、少々傲慢な面もある。

## 参考
- 『デズモンド・モリスの犬種事典』デズモンド・モリス著書、福山英也、大木卓訳 誠文堂新光社、2007年